# Rezeptorzelle
Als Rezeptorzelle oder Rezeptor (von lateinisch recipere ‚aufnehmen‘, ‚empfangen‘), Sensor oder Sensorzelle, auch Sinneszelle, wird in der Physiologie eine spezialisierte Zelle bezeichnet, die bestimmte chemische oder physikalische Reize aus der Umgebung eines Körpers oder seinem Inneren aufnimmt und in eine neuronal vergleichbare Form überführt (transduziert). Sie gibt es so nur bei mehrzelligen Lebewesen mit Nervengewebe und dient als Sinneszelle der Wahrnehmung von äußeren oder inneren Veränderungen (Exterozeption bzw. Interozeption). Sinneszellen können über die Körperoberfläche oder im Körperinneren verstreut liegen oder zu besonderen Sinnesorganen zusammengefasst sein.

## Merkmale
Rezeptorzellen sind für Änderungen von unterschiedlicher Energieform empfänglich und erlauben einem Organismus für deren Veränderungen empfindlich zu werden. In diesem Sinn erfüllen sie bei einem Lebewesen eine dem Sensor in der Technik vergleichbare Funktion und überführen Reize – wie etwa Licht, das auf die Netzhaut im Auge fällt, – in elektrische Signale (neuronales Membranpotential). Erst wenn diese Signale ans Gehirn weiter geleitet und dort verarbeitet werden, können sie als Wahrnehmung der Umgebung interpretiert werden. Die Sensitivität für bestimmte Reizformen hängt in den unterschiedlichen Typen der Rezeptorzellen von der Expression spezifischer molekularer Strukturen ab. Es gibt auch Rezeptorzellen, deren rezeptive Strukturen auf unterschiedliche Reizarten ansprechen, beispielsweise sowohl physikalische Einflüsse als auch chemische Verbindungen. So aktiviert Menthol den Kälterezeptor TRPM8 auf der Haut und in der Schleimhaut und wird deshalb als kühlend empfunden, auch wenn diesem Sinneseindruck keine tatsächliche Temperaturänderung entspricht. Ähnlich kann Capsaicin, ein in scharfem Paprika und Chili vorkommendes Alkaloid, vom Schmerz- bzw. Thermorezeptor TRPV1 erkannt werden. Als Folge davon wird die Substanz bzw. das sie enthaltende Lebensmittel bei Genuss oder auch äußerlichem Kontakt mit der Haut als heiß bzw. verbrennend wahrgenommen. Hiervon zu unterscheiden ist das Phänomen der Synästhesie, bei der es erst im Gehirn zur Verknüpfung von verschiedenen Sinnesmodalitäten kommt, z. B. von Musik und Farben.
Eine Rezeptorzelle ist als Sinneszelle das erste Glied in der Signalkette unserer Sinne. Zumeist ist sie auf spezielle Reizarten ausgelegt, die durch die Expression bestimmter Rezeptor-Gene im Verlauf der Zelldifferenzierung festgelegt werden und im Allgemeinen nicht mehr veränderbar sind. Solche adäquaten Reize wandelt sie besonders empfindlich oberhalb einer gewissen Reizschwelle in ein Rezeptorpotential (Geneneratorpotential) als Signal um, was aber von der Reizstärke bzw. dessen zeitlicher Veränderung abhängig ist. In einem (zugeordneten 1.) afferenten Neuron werden diese Generatorpotentiale abgebildet und lösen, wenn sie hier das jeweilige Schwellenpotential überschreiten, Aktionspotentiale aus, die als neuronale Signale an das Zentralnervensystem (ZNS) weitergeleitet werden.
Zwischen der Reizaufnahme durch Sinneszellen und der sinnlichen Wahrnehmung von Empfindungen als erlebtes Ereignis ist zu unterscheiden. Zum Beispiel wandeln Photorezeptoren in der Netzhaut des Auges Lichtreize in Signale um, die an Neuronen weitergegeben, miteinander verglichen und über den Sehnerven an verschiedene Regionen des Gehirns geleitet werden. Dort können anhand der übermittelten Signale im Zwischenhirn Helligkeitsunterschiede nach Muster und Bewegungsrichtungen unterschieden werden; zu Arealen des visuellen Cortex im Großhirn projiziert, werden sie für die Aufarbeitung eines Seheindrucks interpretiert. Kerngebieten des Mittelhirns zugeleitete Signale werden dafür gebraucht, bewegte Muster mit (reflektorischen) Augenbewegungen zu beantworten oder plötzliche Helligkeitsunterschiede mit einer Pupillenverengung. An Kerne des Hypothalamus geleitete retinale Signale sind für die Synchronisation des Tag-Nacht-Rhythmus wichtig. Der äußere Reiz oder Stimulus kann in all diesen Fällen der gleiche sein, Veränderungen im Eintrag elektromagnetischer Energie (Photonen).
Eine Sinneszelle nimmt also nicht Objekte wahr, sondern Reize auf. Reize sind Wirkungen, die verschieden nach Art und Betrag der Energie auch andere Zellen treffen können, doch in Sinneszellen verändern sie eine empfängliche zelleigene rezeptive Struktur – beispielsweise ein Photopigment wie Rhodopsin, Iodopsin oder Melanopsin – in besonderer Weise. Die erlittene Veränderung von Rezeptoren wird nun durch Zellvorgänge zunächst nicht kompensiert, sondern mit einem empfindlichen zellinternen sensitiven Prozess – und beim Transduktionsprozess je meist erheblich verstärkt – in ein Signal überführt, das Nervenzellen mitteilbar ist: das elektrische Signal eines veränderten Membranpotentials.
Sensorzellen können so Reize verschiedener Energieform aufnehmen, Differenzen im Energieeintrag abbilden und diese in Veränderungen ihres Membranpotentials als Signal überführen (Transduktion). Das so generierte (analoge) Rezeptorpotential wird von zugeordneten Nervenzellen als Generatorpotential aufgenommen und dann umgebildet in das (digitale) Aktionspotential (Transformation). Als Aktionspotentialserie leiten Nervenzellen ihre Erregung über das Axon weiter, und setzen sie an dessen Enden (Synapsen) in ein chemisches Signal um, mit dem die Erregung auf weitere Zellen übertragen werden kann (Transmission).

## Klassifikation
Rezeptorzellen können nach verschiedenen Gesichtspunkten klassifiziert werden.

### Nach dem adäquaten Reiz
werden Rezeptoren zunächst unterschieden hinsichtlich der entsprechenden Energieform, die sie reizt:
- Chemorezeptoren werden durch chemische Reize angesprochen. Dazu gehören
  - Geruchssinneszellen der Riechschleimhaut, beim Menschen mehrere hundert nach Art ihres spezifischen Geruchsrezeptorproteins verschiedene Typen der insgesamt ca. 10 Millionen  Riechzellen, so auch für die olfaktorische Wahrnehmung
  - zusätzliche Geruchsrezeptorzellen des Jacobson-Organs, beim Menschen in der Nasenschleimhaut nachgeburtlich verkümmert, mit besonderen Geruchsrezeptorprotein-Typen, insbesondere für die Pheromonwahrnehmung oder akzessorische olfaktorische Wahrnehmung
  - Geschmackssinneszellen der Mundschleimhaut, beim Menschen vornehmlich in den Geschmackspapillen auf der Zunge, fünf/sechs verschiedene Geschmacksrezeptorproteine, insbesondere für die gustatorische Wahrnehmung, so auch bei dem Sinneseindruck eines sogenannten Geschmacks
  - zentrale Chemorezeptoren in Hirnregionen, beim Menschen im Markhirn für CO2-Partialdruck und pH-Wert der Liquorflüssigkeit (reflektorische Kreislauf- und Atemregulation), und in der Area postrema für verschiedene toxische Metaboliten (reflektorisches Erbrechen)
  - periphere Chemorezeptoren in großen Blutgefäßen, so im Glomus caroticum für den Partialdruck von Sauerstoff (pO2) und Kohlendioxid (pCO2) sowie den Säuregrad (pH) des Blutes
  - intestinale Chemorezeptoren in der Schleimhaut von Speiseröhre und oberem Magen-Darm-Trakt
  - Osmorezeptoren als Rezeptoren für die osmotische Konzentration extrazellulärer Flüssigkeit werden meist den Chemorezeptoren zugeordnet. Sie kommen beispielsweise im Hypothalamus und in der Niere vor.
- Photorezeptoren werden durch Lichtreize angesprochen.
- Magnetorezeptoren werden durch Magnetfelder angesprochen.
- Elektrorezeptoren werden durch elektrische Felder angesprochen.
- Thermorezeptoren werden durch thermische Reize angesprochen.
- Mechanorezeptoren werden durch mechanische Reize angesprochen.
  - Barorezeptoren sind Mechanorezeptoren, die durch Druckunterschiede (in arteriellen Blutgefäßen) angesprochen werden.
- Nozizeptoren sind sensorische freie Nervenendigungen, die bei einer Gewebeschädigung bzw. Verletzung durch chemische, thermische oder mechanische Einwirkung von Noxen gereizt werden und daraufhin elektrische Signale (Aktionspotentiale) bilden.

### Nach Membranpotentialsignalen
können Sinneszellen im zeitlichen Verlauf verschieden auf einen konstanten Reiz antworten:
- tonische (auch dynamische) Sinneszellen – zeigen bei gleichbleibender Reizintensität ein andauerndes gleiches Rezeptorpotential bzw. eine konstante Signalfrequenz; sie bilden damit den Reiz proportional (dem Logarithmus der Reizstärke) ab nach seiner Intensität (P-Sensoren) und adaptieren nur langsam
- phasische Sinneszellen – zeigen bei gleichbleibender Reizintensität ein fortlaufend verringertes Rezeptorpotential bzw. abnehmende Signalfrequenz; sie adaptieren rasch und bilden den Reiz differenzial ab nach der Geschwindigkeit der Intensitätsänderung (D-Sensoren), bei unveränderter Intensität fällt die Impulsfrequenz schließlich auf Null
- phasisch-tonische Sinneszellen – zeigen bei gleichbleibender Reizintensität eine etwa der Intensität proportionale Antwort, bei veränderter Reizintensität außerdem eine von der Geschwindigkeit der Intensitätsänderung abhängige Antwort (PD-Sensoren); diesem Typ lassen sich die meisten Sinneszellen zuordnen

Sinneszellen von Schädeltieren generieren in der Regel ein Rezeptorpotential, das einen Reiz als Depolarisation nach Intensität und Dauer abbildet; jedoch ihre Photorezeptoren werden durch Lichteintrag hyperpolarisiert.

### Nach neuronaler Zuordnungsform
Aus dem Neuroektoderm gehen unter anderem Nervenzellen hervor, die Sinneszellen werden – beispielsweise die des Geruchssinns. Diese werden als „primäre“ Sinneszellen bezeichnet, da sie zugleich ein Sensor und das erste Neuron sind, das Signale weiterleitet; im Unterschied zu solchen, die nur Sensor sind und mit dem ersten afferenten Neuron über eine Synapse in Verbindung stehen als sogenannte „sekundäre“ Sinneszellen – beispielsweise die des Geschmackssinns.
1. primäre Sinneszellen sind Neuronen mit einem Axon. Dazu gehören neben den bereits genannten Riechzellen auch die Nozizeptoren und Thermorezeptoren als freie Nervenendigungen. Ebenso sind verschiedene Mechanorezeptoren in Leibeswand und Eingeweiden primäre Sinneszellen. So etwa die spezialisierten Rezeptoren mit Nervenfasern, die durch mechanische Reize wie Dehnung oder Druck erregt werden, wie die Berührungsrezeptoren der Haut (des Tastsinnes der Oberflächensensibilität), aber auch die Propriozeptoren in Muskeln, Sehnen, Bändern, Gelenkkapseln und Gelenken (des Kraftsinns und Stellungssinns der Tiefensensibilität).
2. sekundäre Sinneszellen generieren nicht selber Aktionspotentiale, sondern haben mit dem ersten afferenten Neuron eine Synapse. Dazu gehören neben den oben genannten Geschmackszellen beispielsweise auch die Typ-I-Glomuszellen der Glomusorgane. Auch die Sinneszellen des Gehörsinnes und des Gleichgewichtssinns in den Sinnesepithelien des Innenohrs – die Haarzellen des Corti-Organs in der Cochlea sowie die Haarzellen in den Cristae ampullares der drei Bogengangsorgane und den beiden Maculae der Makulaorgane – übertragen ihre Signale über Synapsen auf (dendritische) Fortsätze der zugeordneten ersten afferenten Neuronen des VIII. Hirnnerven (Nervus vestibulocochlearis).

Anatomen und Physiologen gebrauchen nicht immer gleiche Definitionen für primäre Sinneszellen. Beispielsweise sind die Photorezeptoren in der Retina anatomisch gesehen primäre Sinneszellen, da sie zugleich Nervenzellen sind (und dem Neuroepithel entstammen). Sinnesphysiologisch sind Sinneszellen primäre, wenn der Sensor zugleich eine Nervenzelle mit einem Axon ist und so das erste Neuron in einem afferenten System wie der Sehbahn darstellt; befindet sich zwischen Sensor und afferenter Nervenfaser eine Synapse, werden die Sinneszellen sekundäre genannt.
Elektrophysiologisch wird für den Begriff primäre Sinneszelle neben der Transduktion des Reizes oft auch noch die Transformation des neuronalen Signals (in Aktionspotentiale) gefordert. In diesem Sinn können Photorezeptoren dann gelegentlich auch als sekundäre Sinneszelle angesprochen werden, da sie selber noch kein Aktionspotential generieren (sondern erst das dritte afferente Neuron, die retinale Ganglienzelle).

### Nach Lagebezug im Körper
können Rezeptorzellen – auf ein zugrunde gelegtes Schema des Körpers bezogen – unterschieden werden in
- somatische Sensoren an der äußeren Oberfläche des Körpers oder dessen Leibeswand; diese werden als somatosensible vornehmlich durch (äußere) Reize aus der Umgebung des Körpers verändert.
  - dazu zählt beispielsweise die Hautsensibilität
- viszerale Sensoren an den inneren Oberflächen des Körpers oder in seinen Eingeweiden; diese werden als viszerosensible vornehmlich durch (innere) Reize in dem Körper als Umgebung verändert
  - dazu zählt beispielsweise die Schleimhautsensibilität

Über dieses grobe Schema hinaus sind auch feinere Unterscheidungen möglich mit Zuordnungen nach der Lage in Gewebeschichten oder in Regionen oder in einzelnen Organen.

### Nach funktionellem System
sind Sinneszellen einem afferenten System unterschiedlicher Sinnesmodalität zugehörig, so
- sensorisch dem
  - olfaktorischen System des Geruchssinnes über die Riechbahn
  - visuellen System des Gesichtssinnes über die Sehbahn
  - auditiven System des Gehörsinnes über die Hörbahn
  - vestibulären System des Gleichgewichtssinnes über die Gleichgewichtsnerven
  - gustatorischen System des Geschmackssinnes über die Geschmacksfasern

- sensibel dem
  - protopathischen System für Schmerz, Temperatur und grobe Tastempfindungen
  - epikritischen System für feine Empfindungen des Tastsinnes
  - propriozeptiven System für Eigenempfindungen des Körpers von Muskeln, Sehnen und Gelenken als Sinn für Stellungen, Bewegungen und eingesetzte Kraft

### Nach Wahrnehmungskonzept
Ein häufig bezogenes Konzept legt wahrgenommenen sinnlichen Empfindungen einen Raumbegriff für den Körperbezug zugrunde, der es beispielsweise erlaubt in der Wahrnehmung äußere Objekte zu scheiden von inneren, beziehungsweise einer Außenwelt oder einer Innenwelt zugehörig. Damit kann unterschieden werden zwischen
- Exterozeption als der Wahrnehmung von Veränderungen äußerer Vorgänge
- Interozeption als der Wahrnehmung von Veränderungen innerer Vorgänge

Davon zu unterscheiden ist jedoch das, womit dieser Unterschied getroffen wird, was also in diesem Bezug nach außen hin angrenzt und abgrenzt, und nach innen zu umfasst und einschließt. Auch für diesen Körper im Raum und als Raum kann eine mehr oder weniger scharf umrissene Vorstellung gebildet werden, ein Körperschema. Doch wird der eigene Körper meist nicht als Objekt oder Gegenstand wahrgenommen, sondern als Zustand gefühlt, als eigen empfunden, als selber erlebt zum Leib, der man auch ist. In diesem Zusammenhang wird oft unterschieden zwischen
- Propriozeption als der Wahrnehmung von Orientierung, Lage, Stellung und Bewegung des Körpers im Raum mitsamt dem Empfinden für Schwere, Spannung, Kraft und Geschwindigkeit
- Viszerozeption als der Wahrnehmung von Zuständen und Tätigkeiten innerer Organe

Die Viszerozeption wird auch als Enterozeption bezeichnet und in manchen Wahrnehmungskonzepten gleich der Interozeption gesetzt. Andere Konzepte der Wahrnehmung fassen unter Interozeption sowohl die Enterozeption wie daneben auch die Propriozeption auf.